# Antonio María Javierre Ortas

Kardinalswappen von Javierre Ortas

Antonio María Kardinal Javierre Ortas SDB (* 21. Februar 1921 in Siétamo, Provinz Huesca, Spanien; † 1. Februar 2007 in Rom, Italien) war ein Kurienkardinal der römisch-katholischen Kirche.

## Leben
Antonio María Javierre Ortas legte im Jahre 1940 seine erste Profess im Orden der Salesianer Don Boscos ab. Er studierte Katholische Theologie, Philosophie und Pädagogik in Girona, Barcelona, Salamanca und Rom und empfing im Jahre 1949 das Sakrament der Priesterweihe. Anschließend promovierte er an der Katholischen Universität Löwen zum Doktor der Theologie.
Von 1951 bis 1976 wirkte er als Professor für Fundamentaltheologie am Päpstlichen Athenaeum der Salesianer in Turin, wo er auch mehrere Jahre lang den Lehrstuhl für Dogmatik innehatte und Leitungsaufgaben in der Administration der Theologischen Fakultät wahrnahm. In diese Zeit fiel die Erhebung des Atheneums zur Päpstlichen Universität der Salesianer (UPS) und die Verlegung des Hauptquartiers nach Rom. Er war von 1971 bis 1974 Rektor der UPS. Antonio María Javierre Ortas hielt Gastvorlesungen in Peru, Guatemala und Polen und initiierte internationale Symposien zur Fundamentaltheologie in Löwen und Gazzada. Während des Zweiten Vatikanischen Konzils beriet er die spanischen Bischöfe in Fragen der Ökumene und arbeitete viele Jahre als Berater beim Sekretariat für die Einheit der Christen. Er nahm als Mitglied an mehreren Treffen des Weltrats der Kirchen teil.
Am 20. Mai 1976 ernannte ihn Papst Paul VI. zum Titularbischof von Meta und bestellte ihn zum Sekretär der Kongregation für das Katholische Bildungswesen. Die Bischofsweihe spendete ihm der Erzbischof von Madrid, Vicente Kardinal Enrique y Tarancón, am 29. Juni desselben Jahres. Mitkonsekratoren waren Javier Osés Flamarique, Weihbischof in Huesca, und der Sekretär der Päpstlichen Kommission für die Revision des Codex Iuris Canonici, Rosalio José Castillo Lara SDB.
Am 28. Juni 1988 berief ihn Papst Johannes Paul II. als Kardinaldiakon mit der Titeldiakonie Santa Maria Liberatrice a Monte Testaccio in das Kardinalskollegium und übertrug ihm die Aufgaben des Bibliothekars und Archivars der Heiligen Römischen Kirche. 1992 wurde er dann Präfekt der Kongregation für den Gottesdienst und die Sakramente, die er bis zur Annahme seines aus Altersgründen vorgebrachten Rücktrittsgesuches am 21. Juni 1996 leitete. 1999 wurde er unter Beibehaltung seiner Titeldiakonie zum Kardinalpriester pro hac vice erhoben.
Kardinal Javierre Ortas starb am 1. Februar 2007 in seiner Wohnung in Rom an den Folgen eines Herzinfarktes. Die Exequien fanden am 2. Februar 2007 im Petersdom unter Vorsitz von Papst Benedikt XVI. statt. Er wurde anschließend in der Salesianergruft der Calixtus-Katakombe begraben.